# Porphyrospiza alaudina
A Porphyrospiza alaudina a madarak osztályának verébalakúak (Passeriformes) rendjébe és a tangarafélék (Thraupidae) családjába tartozó  faj.

## Rendszerezése
A fajt Heinrich von Kittlitz német ornitológus írta le 1833-ben, a Fringilla nembe Fringilla alaudina néven. Egyes szervezetek a Rhopospina nembe sorolják Rhopospina alaudina néven. Sorolták a Phrygilus nembe Phrygilus alaudinus néven és a Corydospiza nembe Corydospiza alaudina néven is.

## Előfordulása
Dél-Amerikában, Argentína, Bolívia, Chile, Ecuador és Peru területén honos. Természetes élőhelyei a mérsékelt övi, szubtrópusi és trópusi magaslati és száraz cserjések, sziklás környezetben. Állandó, nem vonuló faj.

## Megjelenése
Testhossza 15 centiméter, testtömege 17-30 gramm.

## Természetvédelmi helyzete
Az elterjedési területe nagyon nagy, egyedszáma pedig stabil. A Természetvédelmi Világszövetség Vörös listáján nem fenyegetett fajként szerepel.